# Microterys masii
Microterys masii är en stekelart som beskrevs av Filippo Silvestri 1919. Microterys masii ingår i släktet Microterys och familjen sköldlussteklar. Inga underarter finns listade i Catalogue of Life.